# Líbano en los Juegos Olímpicos de Atenas 2004
Líbano estuvo representado en los Juegos Olímpicos de Atenas 2004 por cinco deportistas, tres hombres y dos mujeres, que compitieron en tres deportes.
El portador de la bandera en la ceremonia de apertura fue el atleta Jean-Claude Rabbath. El equipo olímpico libanés no obtuvo ninguna medalla en estos Juegos.